# Dushigou
Dushigou (kinesiska: 独石沟乡, 独石沟) är en socken i Kina. Den ligger i provinsen Hebei, i den norra delen av landet, omkring 170 kilometer öster om huvudstaden Peking. Antalet invånare är 1 204. Befolkningen består av 590 kvinnor och 614 män. Barn under 15 år utgör 17,0 %, vuxna 15-64 år 73 %, och äldre över 65 år 9,0 %. Dushigou ligger vid sjön Panjiakou Shuiku.
Genomsnittlig årsnederbörd är 924 millimeter. Den regnigaste månaden är juli, med i genomsnitt 271 mm nederbörd, och den torraste är januari, med 2 mm nederbörd.